# Писанки (полски)
Полските писанки са традиционни нашарени великденски яйца, които се разделят на няколко основни разновидности:
- Крашанки (Kraszanki) при тях за различните цветове се използват различни природни материали.
За:
  - кафяво – люспи от лук
  - черно – черупки от орехи или кора от дъб
  - златно – кора от млада ябълка или невен
  - зелено – стръкове пресен ръж
  - розово – сок от червено цвекло
- Драпанки или Скробанки (Drapanki или skrobanki)
- Наклеянки
- Оклеянки